# Alita Holly
Pour les articles homonymes, voir Holly.
Alita Holly est une productrice, réalisatrice et monteuse américaine née le 3 octobre 1966 à Eugene, Oregon (États-Unis).

## Filmographie

### comme productrice
- 1999 : Imagining 'Heavy Metal' (vidéo)
- 1999 : Ghostbusters 1999 (vidéo)
- 1999 : Ghostbusters' SFX Team Featurette (vidéo)
- 1999 : Beloved Beethoven (vidéo)
- 1999 : Easy Rider: Shaking the Cage (vidéo)
- 2000 : Making the Boom and the Bang in 'Bad Boys' (vidéo)
- 2000 : Metamorphosis of Men in Black (vidéo)
- 2000 : The Science & Technology Behind 'Frequency' (vidéo)
- 2001 : Language Barrier (vidéo)
- 2001 : Kung Fu Choreography (vidéo)
- 2001 : Jackie Chan's Hong Kong Tour (vidéo)
- 2001 : Culture Clash: West Meets East (vidéo)
- 2001 : Bringing History to the Silver Screen (vidéo)
- 2001 : Attaining International Stardom (vidéo)
- 2001 : Roots of the Cuban Missile Crisis (vidéo)
- 2001 : Making Magic Out of Mire (vidéo)
- 2002 : Making It in Hollywood (vidéo)
- 2002 : The World of Austin Powers (vidéo)

### comme réalisatrice
- 1999 : Ghostbusters 1999 (vidéo)
- 1999 : Ghostbusters' SFX Team Featurette (vidéo)
- 2000 : Making the Boom and the Bang in 'Bad Boys' (vidéo)
- 2000 : Metamorphosis of 'Men in Black' (vidéo)
- 2000 : The Science & Technology Behind 'Frequency' (vidéo)
- 2001 : Language Barrier (vidéo)
- 2001 : Kung Fu Choreography (vidéo)
- 2001 : Jackie Chan's Hong Kong Tour (vidéo)
- 2001 : Culture Clash: West Meets East (vidéo)
- 2001 : Bringing History to the Silver Screen (vidéo)
- 2001 : Attaining International Stardom (vidéo)
- 2001 : Roots of the Cuban Missile Crisis (vidéo)
- 2001 : Making Magic Out of Mire (vidéo)
- 2002 : Making It in Hollywood (vidéo)
- 2002 : The World of Austin Powers (vidéo)

### comme monteuse
- 2002 : Making It in Hollywood (vidéo)
- 2002 : The World of Austin Powers (vidéo)